# Декстер: Проби пера

Декстер: Проби пера

Декстер: Проби пера (англ. Dexter: Early Cuts) — анімаційний вебсеріал, знятий за мотивами телесеріалу «Декстер». Прем'єра відбулась 25 жовтня 2009 року. Майкл Голл озвучує Декстера Моргана.
Серіал створений студією Bullseye Art спільно з Showtime. Ілюстраторами серіалу виступили відомі художники коміксів, такі як Кайл Баркер, Тай Темплтон, Андрес Вера Мартінез та Девід Лоусон. Ілюстрації були анімовані за допомогою 2.5D технологій.
У першому сезоні розповідається про Алекса Тіммонса, Джина Маршалла та Сінді Лендон — трьох жертв Декстера, яких він згадував у серії «Повернути відправнику». Кожна з трьох історій розбита на 4 частини, по 2 хвилини кожна.
Другий сезон має назву «Dark Echo» і є однією історією, розбитою на 6 частин. Сценарій був написаний Тімом Шлаттманном, ілюстраціями займались Білл Зінкевич та Девід Мек. Дія відбувається після смерті Гаррі Моргана, прийомного батька Декстера.